# Pratica di mercanzia
Le pratiche di mercanzia sono un genere letterario diffusosi nel periodo d'oro del commercio europeo, a partire dal medioevo. Erano diffusi in Italia soprattutto a Firenze a Genova e a Venezia.
Si tratta di manuali compilati da mercanti esperti con scopi didattici verso i più giovani; vere e proprie guide quindi per scopi commerciali, dove si descrivevano le varie piazze commerciali europee e medio orientali, luogo per luogo.
In genere la descrizione iniziava con una trattazione geografica del luogo, per poi passare ad aspetti più prettamente economici, come la moneta in corso e le altre valute accettate, i prodotti disponibili (comprese le materie prime e i semilavorati) e quali fossero le produzioni di alta o bassa qualità peculiari.
Attraverso lo studio di questi libri si sono potute ricostruire una storia del commercio e una solida base per lo studio delle materie prime in numerosi campi, in particolare verso quello delle produzioni artistiche. Per esempio si è scoperto come l'avorio dal XIV secolo provenisse non solo dall'Asia, ma anche dal Mar Rosso.